# Bolivinella
Bolivinella es un género de foraminífero bentónico de la familia Bolivinellidae, de la superfamilia Loxostomatoidea, del suborden Buliminina y del orden Buliminida. Su especie tipo es Textularia agglutinans var. folium. Su rango cronoestratigráfico abarca desde el Eoceno hasta la Actualidad.

## Discusión
Clasificaciones previas incluían Bolivinella en el suborden Rotaliina del orden Rotaliida. Clasificaciones más modernas lo incluyen en la superfamilia Cassidulinoidea.

## Clasificación
Se han descrito numerosas especies de Bolivinella. Entre las especies más interesantes o más conocidas destacan:
- Bolivinella folium
- Bolivinella subpectinata

Un listado completo de las especies descritas en el género Bolivinella puede verse en el siguiente anexo.